# Niêm yết cửa sau
Niêm yết cửa sau (tiếng Anh: Back-door listing) là một kỹ thuật mà một công ty thất bại trong việc niêm yết trên Sở Giao dịch Chứng khoán sử dụng, nhờ đó công ty này có thể thâu tóm và sáp nhập với một công ty đã niêm yết (yết thị) trên Sở Giao dịch Chứng khoán. Trường hợp này, người ta còn sử dụng thuật ngữ thâu tóm ngược (reverse take-over) hay sáp nhập ngược (reverse merger).
Hiện nay, niêm yết cửa sau đã và đang trở thành hiện tượng phổ biến trên các thị trường chứng khoán thế giới. Chúng ta có thể bắt gặp các thuật ngữ như "niêm yết cửa sau", "thâu tóm ngược" ở hầu hết quy định quản lý thị trường chứng khoán hoặc bản tin thị trường chứng khoán các nước. Niêm yết cửa sau là việc một công ty không niêm yết trở thành công ty niêm yết do hệ quả của việc thâu tóm quyền kiểm soát công ty niêm yết. Thông thường, bước đầu tiên trong thủ tục niêm yết cửa sau là việc công ty không niêm yết - hay các chuyên gia tư vấn của công ty - phải xác định công ty niêm yết phù hợp có thể đảm nhiệm chức năng là công cụ cho việc niêm yết cửa sau.

### Kỹ thuật
Kỹ thuật phổ biến nhất mà công ty không niêm yết sử dụng để thâu tóm quyền kiểm soát của công ty niêm yết đó là công ty không niêm yết ký một hợp đồng có điều kiện để bán tài sản. Để đổi lại, công ty niêm yết phát hành cổ phiếu cho công ty không niêm yết để giúp cho công ty không niêm yết có được quyền kiểm soát thực tế. Một kỹ thuật khác đôi khi được sử dụng trong niêm yết cửa sau, đó là công ty không niêm yết tiến hành một cuộc thâu tóm theo đúng thể thức đối với công ty niêm yết, tuân thủ các điều kiện của hoạt động thâu tóm doanh nghiệp.

### Lợi ích
Có nhiều nguyên nhân khiến doanh nghiệp tìm cách niêm yết cửa sau bởi họ muốn tránh các khoản chi phí của việc niêm yết cửa trước (front-door listing):
Thứ nhất, việc niêm yết cửa sau thường nhanh chóng và tiết kiệm chi phí hơn nhiều so với niêm yết cửa trước. Ngoài ra, công ty không niêm yết có thể không đáp ứng được điều kiện niêm yết như yêu cầu về cơ cấu cổ đông đại chúng hoặc tình trạng tài chính lành mạnh trong một vài năm trước khi xin phép niêm yết. Bằng việc thâu tóm quyền kiểm soát của một công ty niêm yết đã có sẵn cơ cấu cổ đông cần thiết, một công ty không niêm yết có thể đáp ứng yêu cầu về cơ cấu cổ đông một cách dễ dàng;
Thứ hai là khả năng gia tăng giá trị tài sản của công ty sau khi niêm yết cửa sau hoàn tất. Các nghiên cứu liên quan tới niêm yết cửa sau cho thấy lợi ích từ việc niêm yết cửa sau đối với cổ đông của công ty niêm yết cũng rất rõ rệt do việc phát hành cổ phiếu cho các cổ đông mới.

### Bất lợi
Mặc dù có các ưu thế không thể phủ nhận nhưng niêm yết cửa sau lại là hoạt động tiềm ẩn khá nhiều xung đột về lợi ích và rủi ro cả về phía công ty niêm yết cũng như công ty thâu tóm và cổ đông của công ty này. Niêm yết cửa sau có thể được lợi dụng để phục vụ cho lợi ích của một nhóm các thành viên Hội đồng quản trị công ty niêm yết khi những thành viên này muốn "rũ bỏ trách nhiệm" sau khi lãnh đạo của công ty không niêm yết trở thành những người lãnh đạo mới của công ty niêm yết khi việc niêm yết cửa sau kết thúc. 
Một rủi ro nữa cho cổ đông của công ty niêm yết đó là họ có thể thanh toán với giá quá cao so với giá trị tài sản mà công ty không niêm yết bán cho công ty niêm yết. Xét dưới góc độ của nhà quản lý, việc niêm yết cửa sau có thể tạo nên sự "bất bình đẳng" trong việc thực thi các quy định về niêm yết và quản lý niêm yết giữa công ty niêm yết theo lối thông thường bằng "cửa trước" và công ty niêm yết bằng "cửa sau". Mặt khác, sự thiếu bình đẳng về phương diện công bố thông tin cũng sẽ đặc biệt gây thiệt hại đối với nhà đầu tư khi họ không có đầy đủ thông tin về sự thay đổi đáng kể tính chất và quy mô hoạt động của công ty niêm yết.